# Maybach SW
Maybach SW був розкішним автомобілем, що вироблявся з 1935 по 1941 рік німецьким автовиробником Maybach-Motorenbau.
У підсумку було продано 707 автомобілів моделі SW35/38 і 133 — SW42,

## Історія

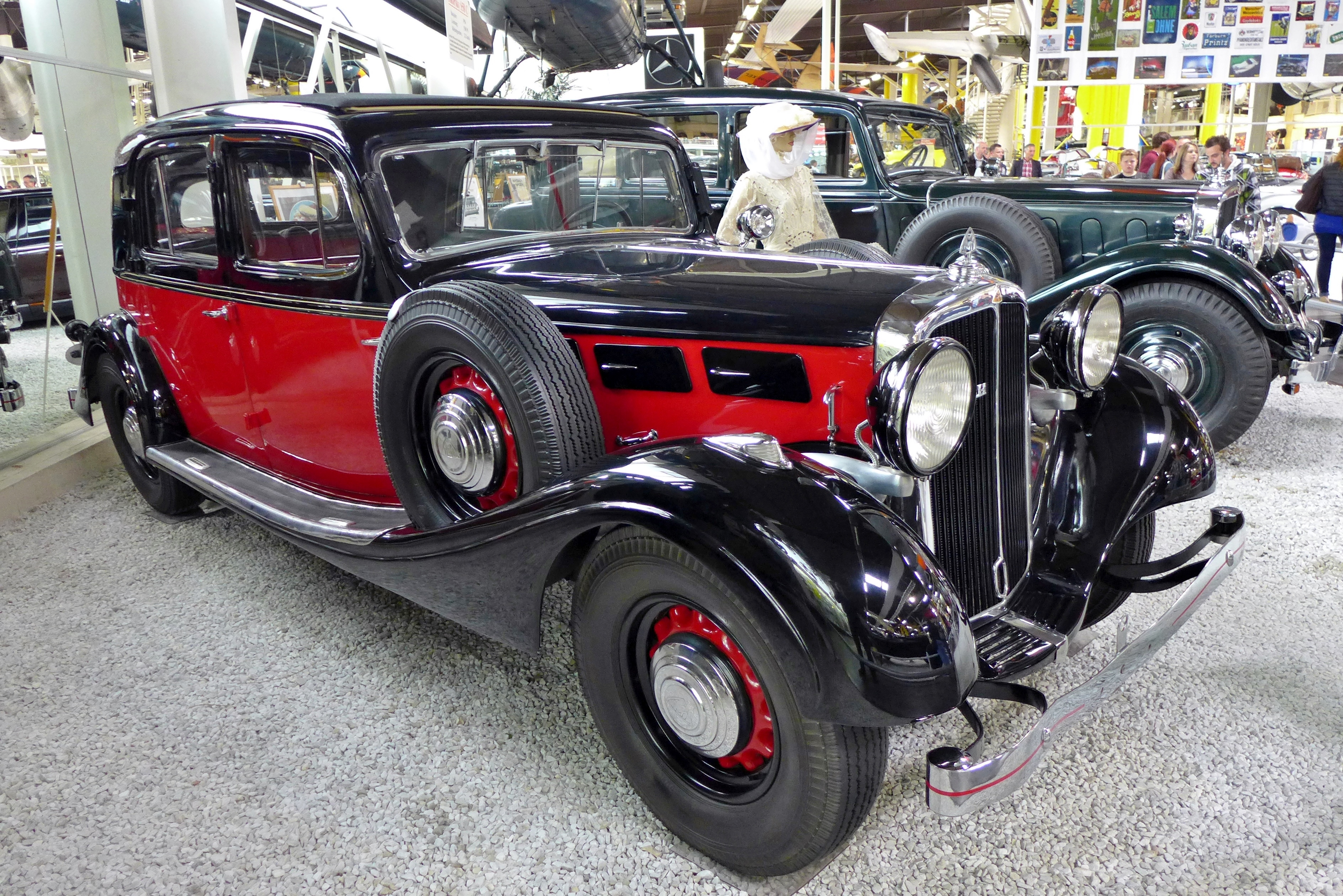
Maybach SW 35 (1935)

SW був останнім класичним Maybach, що випускався (наступними моделями стали 57 та 62 через понад 65 років), але також і найтехнологічнішим. Протягом 1930-х років поступово зростав попит на високопродуктивні автомобілі з меншим об'ємом двигуна. Таким чином, ера великих і надмірно ненажерливих двигунів добігала кінця, незважаючи на те, що деякі з них все ще були значно представлені в прайс-листах найбільш репрезентативних ринків (зокрема, Німеччини та Франції).
З цієї причини в 1935 році Maybach представив SW35, першого представника серії автомобілів, відомої як SW, абревіатура якої розшифровувалася як Schwingachswagen, або автомобіль з поворотною віссю, що був типом підвіски, що використовувався для задньої осі, тоді як передня вісь мала поперечні важелі.
Окрім нової задньої осі, що було вперше для німецького виробника, SW35 мав нове занижене шасі, яке зменшило дорожній просвіт, надаючи автомобілю більш елегантного вигляду. Нарешті, двигун, перший з так званої серії HL (Hoch Leistung = Висока продуктивність німецькою), був рядним шестициліндровим об'ємом 3435 см³. Цей двигун, незважаючи на значно менший робочий об'єм, ніж у попередніх Maybach з двигунами об'ємом 5,2 літра або більше, був здатний досягати максимальної потужності 140 к.с. при 4500 об/хв: на 10 к.с. більше, ніж у таких моделей, як DSH. Такий рівень продуктивності був досягнутий не лише простим збільшенням обертів двигуна, але й збільшенням ступеня стиснення.
Продуктивність також значно покращилася: максимальна швидкість становила 140 км/год порівняно зі 135 км/год у потужніших DSH та W6, тоді як витрата палива була значно нижчою порівняно із середнім показником того часу. SW35 міг проїхати 100 км на 17-18 літрах пального, тоді як попередні Maybach потребували 25 або 30 л.

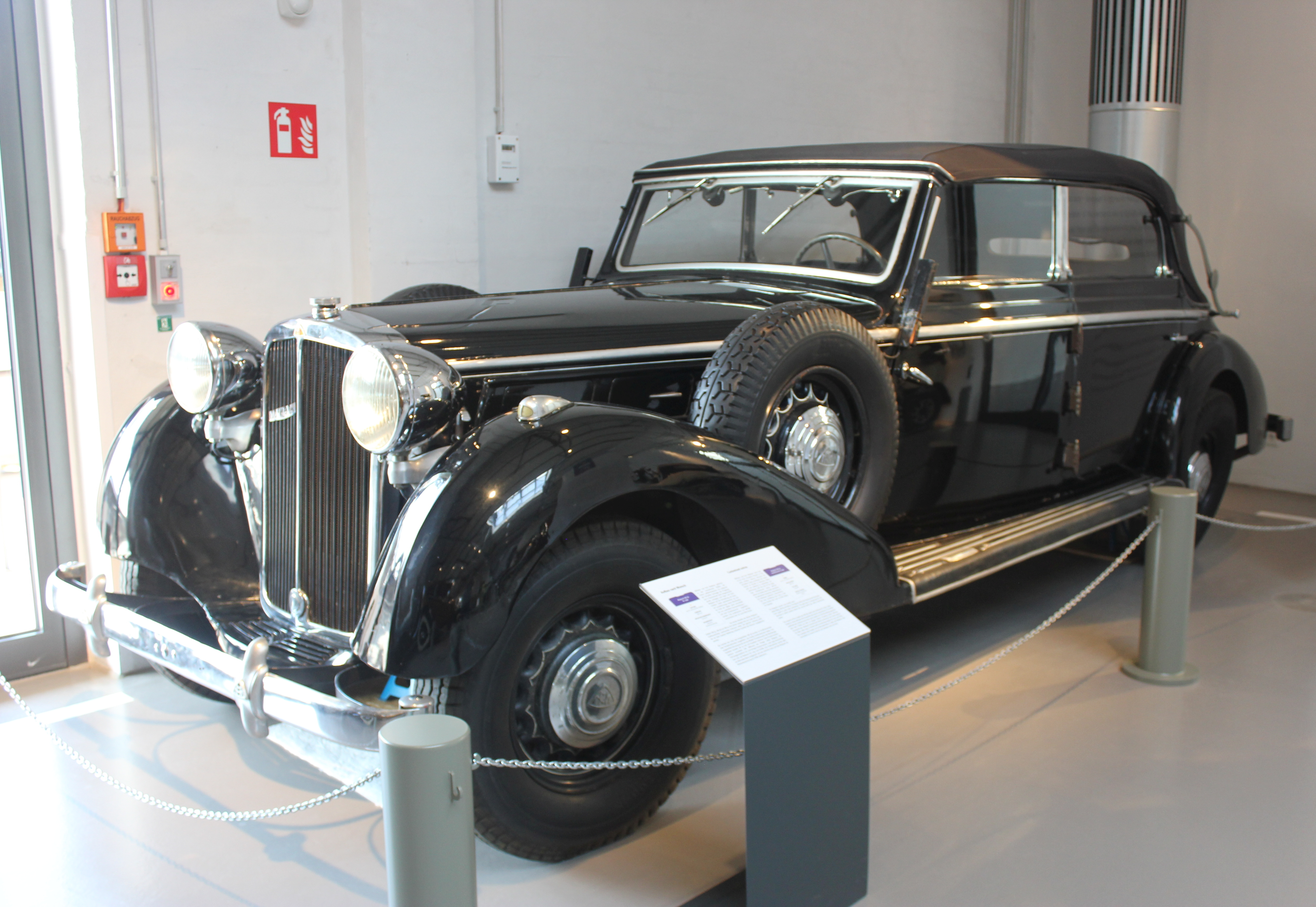
Maybach SW 38 Cabriolet (1936)

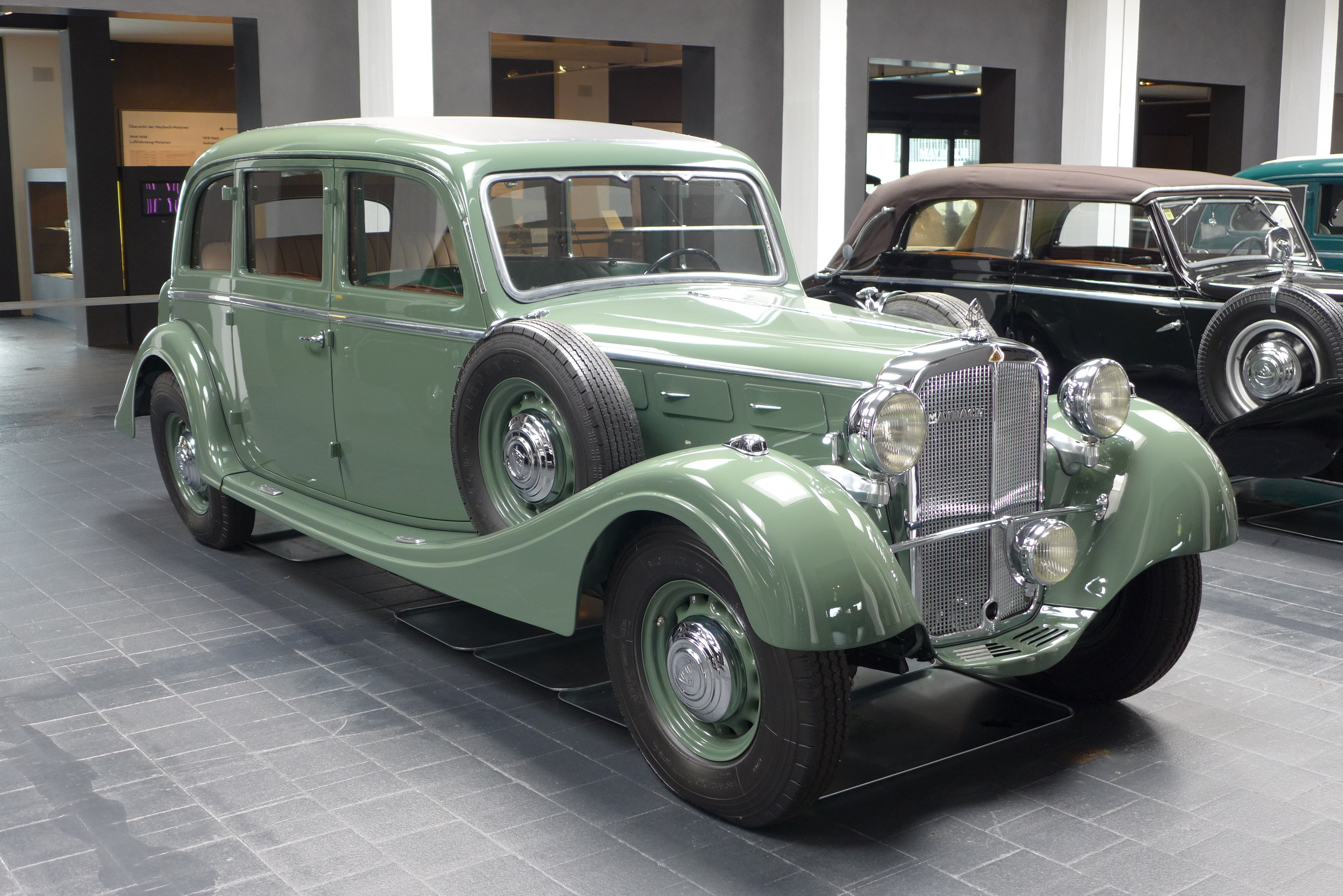
Maybach SW 38 (1936)

SW35 народився у надзвичайно складний для Німеччини період через божевільні програми нацистського режиму, які включали масове виснаження національних паливних резервів, залишаючи населенню доступним лише пальне найнижчої якості. З цієї причини, після лише одного року на ринку, SW35 поступився місцем SW38, представленому на Женевському автосалоні. Його номер моделі, як і SW35, вказував на наявність нового 3,8-літрового двигуна. Цей двигун, позначений як HL38, мав робочий об'єм 3790 см³, досягнуто шляхом збільшення ходу циліндра з 90 до 100 мм. Потужність залишилася незмінною на рівні 140 к.с., як і продуктивність. Завдяки цьому новому двигуну SW38 зміг працювати краще навіть при роботі на паливі низької якості.

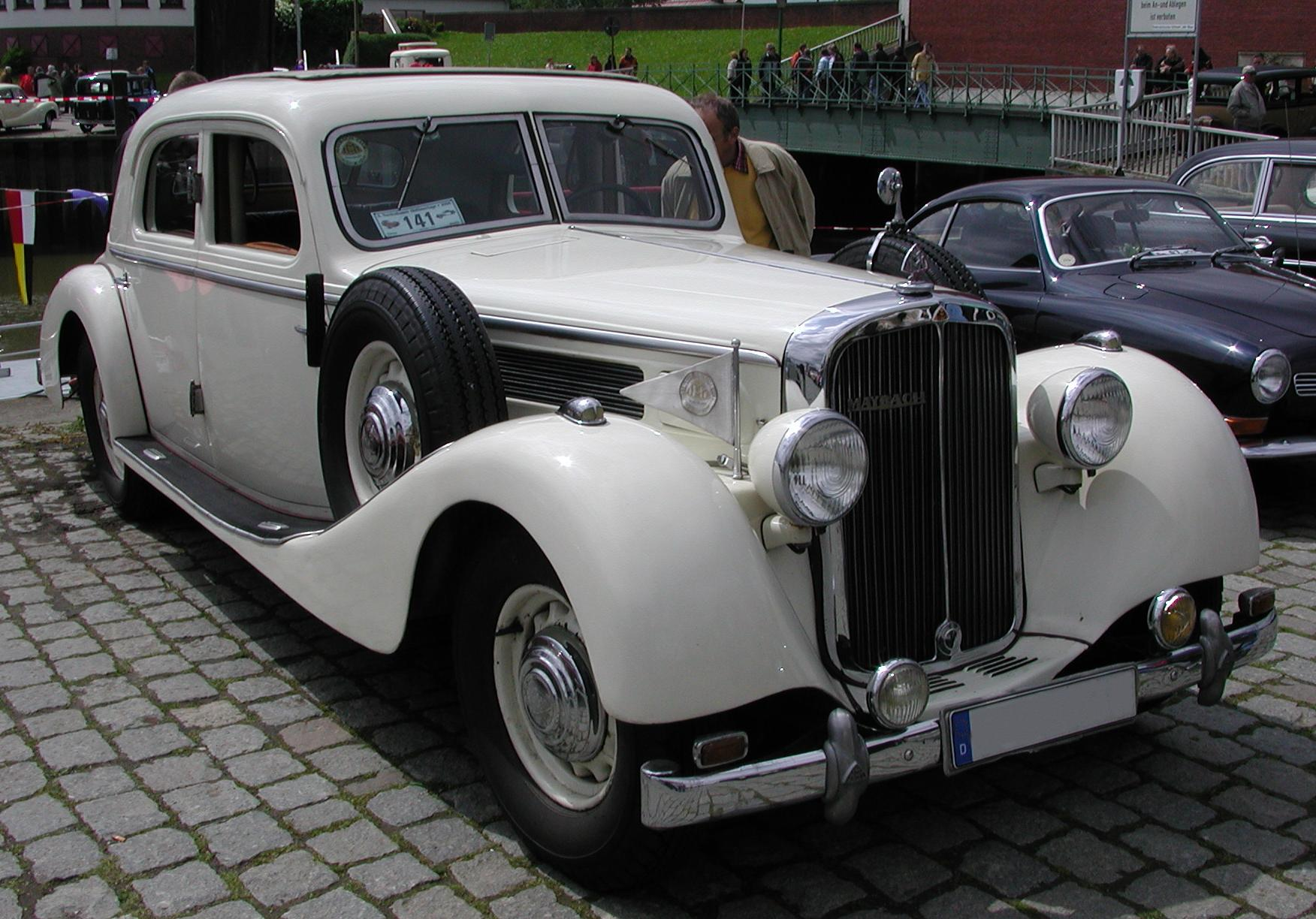
Maybach SW 42 (1939)

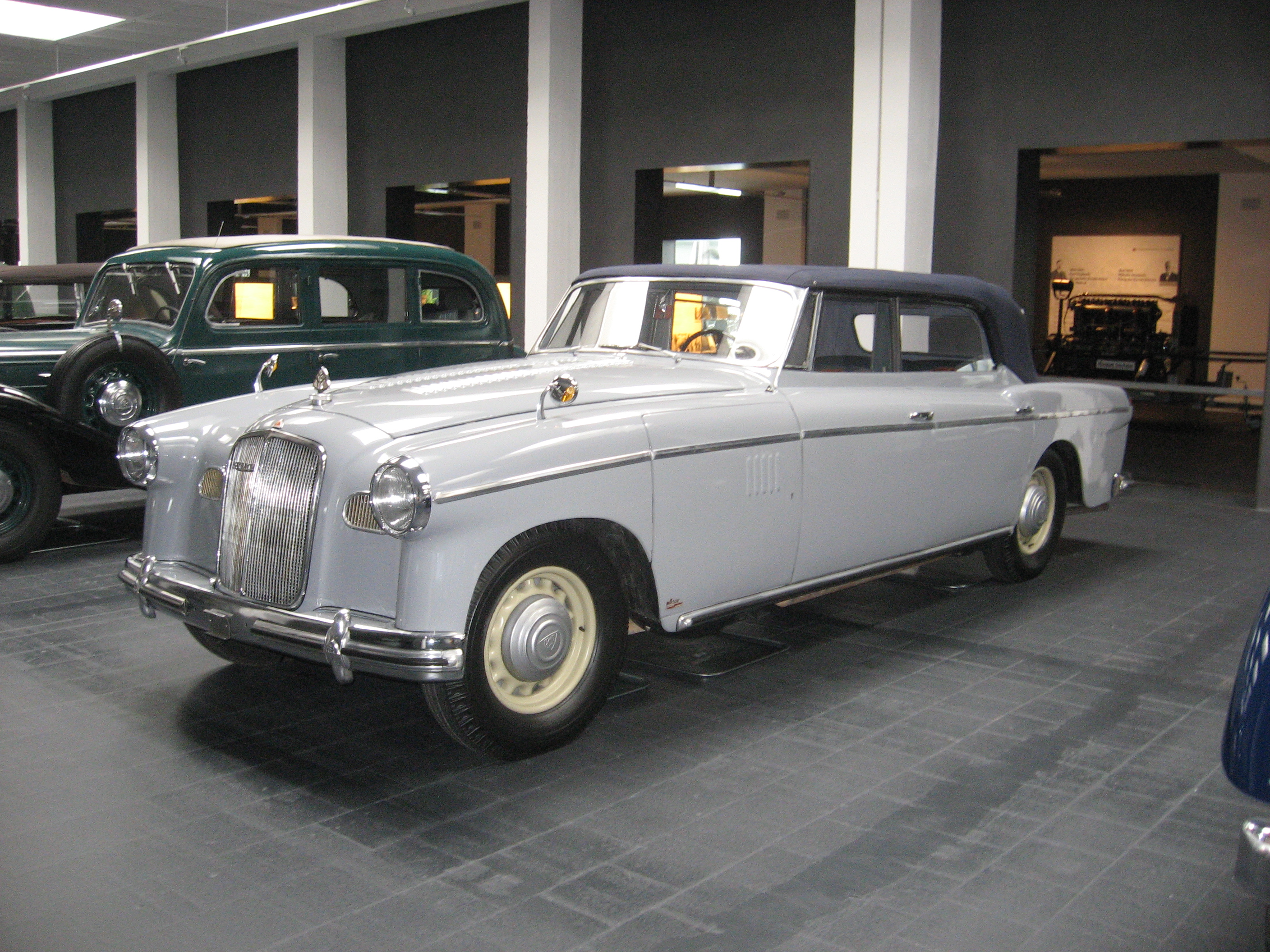
Maybach SW 42 Cabriolet

Подальша еволюція в цьому відношенні відбулася в 1939 році з появою SW42, який замінив SW38 і був оснащений новим двигуном HL42 об'ємом 4197 см3, який все ще видавав 140 к.с.
Потім почалася Друга світова війна: SW42 випускався ще два роки, до 1941 року, після чого німецький виробник припинив виробництво автомобілів, щоб після закінчення конфлікту зосередитися на будівництві дизельних двигунів для залізничного використання.
Після війни деякі екземпляри були перероблені компанією Spohn (виробником кузовів, який найбільше пов'язаний з Maybach у виробництві кузовів своїх автомобілів) у набагато сучасніший кузов, далекий від стилістичних канонів 1930-х років.

## Двигуни
- 3,4 л Maybach HL35 І6 140 к.с.
- 3,8 л Maybach HL38 І6 140 к.с.
- 4,2 л Maybach HL42 І6 140 к.с.